# Памятник рабочим и служащим Криворожского завода горного машиностроения
Памятник рабочим и служащим Криворожского завода горного машиностроения, погибшим в 1941—1945 годах — памятник истории Великой Отечественной войны в Центрально-Городском районе города Кривой Рог Днепропетровской области.

## История
Около 400 сотрудников Криворожского завода горного машиностроения участвовали в Великой Отечественной войне, более 100 погибли.
По инициативе Николая Петровича Пилипенко, Бориса Петровича Мороза, Виктора Фёдоровича Кривенко начаты работы по созданию памятника. Поисковую работу провела сотрудник отдела кадров завода «Коммунист» Татьяна Яковлевна Гуль.
16 февраля 1983 года, постановлением № 56 партийного комитета завода «Коммунист», принято решение об установке памятного знака в сквере завода.
7 мая 1985 года состоялось торжественное открытие.
Автор — Александр Васильевич Васякин. В основу проекта положены четыре штыка винтовки Мосина, символизирующие четыре года войны.
19 ноября 1990 года, решением № 424 Днепропетровского облисполкома, памятный знак был взят на государственный учёт с охранным номером 6327.

## Характеристика
Расположен по улице Мартына Шимановского, 43, на территории парка ОАО «Криворожгормаш».
Памятник в виде четырёх направленных вверх штыков из нержавеющей стали, на расстоянии 0,2 м друг от друга. Размеры каждого по низу 0,57×0,28 м; высота уступа 0,95 м, общая высота 5,6 м. На штыках на высоте 1,23 м установлена горизонтальная железная изогнутая в центр плита размерами 3,7×1,17 м, толщиной 17 см, края которой по 0,9 м выходят за штыки.
На общей плите смонтировано 7 чугунных плит с фамилиями 72 погибших рабочих и служащих завода «Коммунист». Надписи выполнены накладными буквами: на пяти плитах расположено по 14 фамилий, на шестой — две, седьмая плита без фамилий. На верхней части горизонтальной железной плиты надпись на русском языке: «ВОИНАМ ЗАВОДА "КОММУНИСТ", ПАВШИМ В БОЯХ ЗА РОДИНУ», снизу даты «1941—1945».
Общая высота памятника 7 м.